# 佐野基綱
佐野 基綱（さの もとつな）は、平安時代末期から鎌倉時代初期にかけての武将・御家人。下野国安蘇郡佐野庄に土着した佐野氏初代。通称は佐野太郎。または足利基綱とも呼ばれる。

## 略歴
藤姓足利氏一門・戸矢子有綱の子として誕生。
本宗家である伯父・俊綱とその子・忠綱が、平家方の傘下として常陸国の志田先生義広（頼朝の叔父）と盟約したのに対し、庶家である基綱は父・有綱と共に早くから源氏に味方した。これはどちらか一方につく事を避け、一族の中で敵味方に別れることなるものの、源平二手に分かれて氏の存続を政略とした結果ともされる。
寿永2年（1183年）2月23日、親族の小山朝政と結び、志田義広の軍勢と野木宮で戦い、これを撃破し本宗家の足利父子を敗走させた（野木宮合戦）。同年9月7日に、頼朝の厳命を受けた足利義兼・和田義茂らが渡良瀬川に陣営を取った。足利父子の譜代郎党の桐生六郎の裏切りによって、本宗家がついに滅亡した。以降の基綱は、鎌倉幕府の御家人として勢力を維持した。文治3年（1187年）に、義経の武将・多田行綱（多田源氏）から、格別な弓矢を給わったという。文治5年（1189年）7〜9月、奥州合戦に参陣する。 
承久3年（1222年）に、承久の乱に参戦し、その戦功で淡路国に所領を得たという。